# Arch Enemy
Arch Enemy is een Zweedse melodicdeathmetalband opgericht in 1996 door gitarist Michael Amott. Op 17 maart 2014 kondigde de band aan dat zangeres Angela Gossow zou worden vervangen door Alissa White-Gluz (The Agonist) en dat Gossow het management van de band op zich zou nemen.

## Biografie
Arch Enemy is een melodicdeathmetalband en werd opgericht bij het stopzetten van de band Carcass, toen Gitarist Michael Amott (ex-Carcass en ex-Carnage) en vocalist en bassist Johan Liiva (ex-Carnage) gevraagd werden door gitarist Christopher Amott en drummer Daniel Erlandsson om nog eens samen muziek te maken.
Black Earth was het debuut van de band en werd uitgegeven door Wrong Again Records in 1996. Het was een redelijk succes in Japan en Zweden. Velen beschouwen dit album als het meest agressieve van de groep, een karaktertrek die een beetje milder werd bij hun volgende albums al blijven deze zeer agressief.
De band veranderde van label na de uitgave van Black Earth en tekende een contract bij Century Media. In 1998 bracht Arch Enemy Stigmata uit. Bassist Martin Bengtsson werd aan de groep toegevoegd zodat Liiva zich volledig kon concentreren op het vocale gedeelte van de muziek. Dit album bereikte een groter en breder publiek en was zowel in Europa als Amerika populair.
In 1999 nam Sharlee D'Angelo de rol van bassist op zich. Burning Bridges werd uitgebracht en kort daarop volgde Burning Japan Live 1999. Dit laatste album was enkel bedoeld voor Japans publiek maar werd wereldwijd uitgebracht door de grote vraag van fans.
Johan Liiva verliet de band in 2001 en werd vervangen door amateurjournalist en death-metal-vocaliste Angela Gossow. Deze had eerder dat jaar een demoband gegeven aan Michael Amott tijdens een interview met hem. Kwade tongen beweren dat Gossow gekozen werd vanwege een vermeende relatie met Michael Amott, maar ze bewees een competente zangeres te zijn en werd warm onthaald door de fans.
Het eerste album gezongen door Gossow, Wages of Sin, werd uitgegeven eind 2001. In december van datzelfde jaar nam Arch Enemy deel aan "Japan's Beast Feast 2002" concert samen met Slayer en Motörhead.
Anthems of Rebellion werd uitgegeven in 2003 en een serie tournees volgden. In november 2004 werd de ep Dead Eyes See No Future uitgebracht.
In 2005 werd het album Doomsday Machine uitgebracht.
Op 29 juni 2007 maakte de band bekend dat het nieuwe album Rise of the Tyrant zal gaan heten, en zal worden uitgebracht op 24 september 2007. Gitarist Michael Amott noemt de plaat het "ultieme Arch Enemy-album" en "de perfecte mix tussen bruutheid en melodie." De plaat is inmiddels uitgebracht.
Op 30 mei 2011 werd het album Khaos Legions uitgebracht in Europa. Deze uitgave ging gepaard met een virale campagne via een gelijkgenaamde website (inmiddels offline). Via deze site konden fans zich toevoegen aan de zogeheten Khaos Legions om als zodanig hun liefde voor het album te verspreiden en dit te registreren op de site.
Op 17 maart kondigde Angela Gossow haar vertrek uit de band als zangeres aan en tegelijkertijd werd haar vervangster bekendgemaakt: Alissa White-Gluz van het Canadese The Agonist. Gossow wil zich toe gaan leggen op haar privéleven en het management van Arch Enemy. Net als Michael Amott en Angela Gossow leeft ook Alissa White-Gluz veganistisch.

## Leden
- Michael Amott - gitarist (sinds 1996)
- Sharlee d'Angelo - bassist (sinds 1999)
- Daniel Erlandsson - drummer (sinds 1996)
- Jeff Loomis − lead en rhythm gitaar (2014−heden)
- Alissa White-Gluz - zang (sinds 2014)

### Oud-leden
- Christopher Amott - gitarist (1996-2005, 2007-2012, 2014)
- Johan Liiva - zanger (1996-2001) en bassist (1996)
- Peter Wildoer - drummer (1997)
- Martin Bengtsson - bassist (1997-1998)
- Angela Gossow - zangeres (2001-2014)
- Fredrik Akesson - gitarist (2005-2007)
- Nick Cordle - gitarist (2012-2014)

## Discografie

### Albums
| Album met eventuele hitnotering(en) in de Nederlandse Album Top 100 | Datum van verschijnen | Datum van binnenkomst | Hoogste positie | Aantal weken | Opmerkingen                                             |
| ------------------------------------------------------------------- | --------------------- | --------------------- | --------------- | ------------ | ------------------------------------------------------- |
| Black earth                                                         | 1996                  | -                     |                 |              |                                                         |
| Stigmata                                                            | 1998                  | -                     |                 |              |                                                         |
| Burning bridges                                                     | 1999                  | -                     |                 |              |                                                         |
| Burning Japan live 1999                                             | 1999                  | -                     |                 |              | Livealbum                                               |
| Wages of sin                                                        | 2001                  | -                     |                 |              |                                                         |
| Anthems of rebellion                                                | 2003                  | 06-09-2003            | 97              | 2            |                                                         |
| Doomsday machine                                                    | 2005                  | -                     |                 |              |                                                         |
| Rise of the tyrant                                                  | 21-09-2007            | 29-09-2007            | 83              | 1            |                                                         |
| Tyrants of the rising sun                                           | 07-11-2008            | -                     |                 |              | cd & dvd                                                |
| The root of all evil                                                | 25-09-2009            | -                     |                 |              |                                                         |
| Khaos legions                                                       | 27-05-2011            | 04-06-2011            | 75              | 1            | Zowel enkele cd als boekvormige dubbel-cd met boekwerk. |
| War eternal                                                         | 09-07-2014            | 14-06-2014            | 36              | 1            | Eerste album met zangeres Alissa White-Gluz             |
| Will to power                                                       | 08-09-2017            | -                     |                 |              |                                                         |

| Album met hitnotering(en) in de Vlaamse Ultratop 200 albums | Datum van verschijnen | Datum van binnenkomst | Hoogste positie | Aantal weken | Opmerkingen                   |
| ----------------------------------------------------------- | --------------------- | --------------------- | --------------- | ------------ | ----------------------------- |
| Khaos legions                                               | 2011                  | 04-06-2011            | 70              | 2            |                               |
| War eternal                                                 | 2014                  | 14-06-2014            | 39              | 10           | Vlaanderen (Wal. 43, 9 weken) |

### Ep's
- 2002 - Burning Angel (ep)
- 2004 - Dead Eyes See No Future (ep)
- 2007 - Revolution Begins (ep)

### De Zwaarste Lijst
| Nummer  | 2009* | 2010* | 2011* | 2012* | 2013 | 2014 | 2015 | 2016 | 2017 | 2018 | 2019 | 2020 | 2021 | 2022 | 2023 | 2024 | 2025 |
| ------- | ----- | ----- | ----- | ----- | ---- | ---- | ---- | ---- | ---- | ---- | ---- | ---- | ---- | ---- | ---- | ---- | ---- |
| Nemesis | -     | -     | -     | -     | -    | 31   | 38   | -    | -    | -    | -    | -    | -    | -    | -    | 61   | 60   |

- Tot 2012 had de Zwaarste Lijst 70 plaatsen. Dit werd vanaf 2013 verminderd tot 66. In 2021 en 2022 bevatte de lijst 666 plaatsen.